# Подвійна дія
Подвійна дія — принцип роботи ударно-спускового механізму зброї де за допомогою спускового гачка можно звести та спустити курок.
- Тільки самовзвідний (DAO) УСМ: При натисканні спускового гачка відбувається зведення та спуск курка. У такому УСМ відсутня одинарна дія, тобто не потрібно окремо зводити курок. Після пострілу курок залишається у не зведеній позиції. До такої зброї відносяться револьвери Smith & Wesson Безкурковий.  
  - Подвійна дія Келлермана (DAK): Варіант звичайної подвійної дії, який використовують у деяких самозарядних пістолетах SIG Sauer. Курки DAK мають довгий хід з силою в 29 Н (6,5 фунтс).  Проте, якщо стрілець лише на половину натисне на спусковий гачок, курок буде скинуто, але з силою в 38 Н (8,5 фунтс).  Це тимчасове підвищення сили потрібне для запобігання випадкових пострілів.
- Звичайна подвійна дія – або подвійна/одинарна дія (DA/SA) – УСМ: Курок можно зводити як за допомогою спускового гачка, так і в ручну.
  - У револьверах з таким УСМ, курок можно попередньо звести рукою (одинарна дія) або можно потягнути спусковий гачок для зведення та спуску курка (подвійна дія). Після пострілу курок залишається на місці і його потрібно або звести вручну (одинарна дія), або знов натиснути на спусковий гачок (подвійна дія).
  - У самозарядних пістолетах з таким УСМ, натискання на спусковий гачок зведете та спустить ударник (подвійна дія). УСМ автоматично зведе ударник після пострілу, тому кожний наступний постріл потребує лише спуск ударника (одинарна дія). Якщо у пістолеті присутній важіль безпечного спуску курка, ударник можно безпечно повернути у не робочу позицію для запобігання випадкових пострілів.